# Giuseppe Damiani Almeyda
Giuseppe Damiani Almeyda (Capua, 10 febbraio 1834 – Palermo, 31 gennaio 1911) è stato un ingegnere e architetto italiano.

## Biografia
Giuseppe Damiani Almeyda nacque a Capua, al secolo parte del Regno delle Due Sicilie (attualmente in provincia di Caserta), il 10 febbraio del 1834, figlio di Felice Damiani, appartenente ad una nobile famiglia palermitana, colonnello dell'Esercito delle Due Sicilie, e di Maria Carolina Almeyda, nobildonna di origine portoghese (il cui padre, Don Nicola Almeyda, fu precettore e maestro di caccia di Ferdinando di Borbone; lei ebbe il nome della sua madrina di battesimo, la regina Maria Carolina). Prese lezioni di pittura da Giuseppe Mancinelli, di cui anni dopo sposò la figlia Eleonora; ottenne di entrare alla Scuola di Ponti e Strade di Napoli e nel 1859 conseguì il titolo di ingegnere di ponti e strade.
Nel luglio del 1859 fu assegnato, secondo la regola allora vigente di far lavorare ognuno nella regione di origine, all'Ufficio di Ponti e Strade di Palermo (come allora si definiva l'attuale Genio Civile) e successivamente divenne ingegnere del Comune di Palermo.
Giuseppe Damiani Almeyda fu molto legato al disegno e fece largo uso del colore e della policromia. All'epoca la policromia era stata riscoperta nelle opere antiche, in particolare nel 1850 nei templi greci. Dimostrò una grande attenzione verso la classicità, ma senza tralasciare i nuovi materiali in uso nell'Ottocento, in particolare il ferro che utilizza spesso nei propri lavori.
Fu docente ordinario alla cattedra di Disegno d'ornato della Scuola di Applicazione per Ingegneri dell'Università degli Studi di Palermo, fu maestro di molte generazioni di architetti palermitani. Ebbe come primo allievo e assistente alla cattedra Francesco Paolo Palazzotto dal 1882 al 1889, il quale si ritirò per l'eccessivo impegno nella libera professione. A questo seguì Antonio Zanca, che succedette nella cattedra di Damiani alla sua morte il 31 gennaio 1911. È sepolto nel cimitero di Sant'Orsola a Palermo.
A lui è dedicata la "Maestosa" aula grande dell'Archivio storico comunale di Palermo da lui progettata; una via in Palermo, adiacente alla Villa Trabia; il Liceo Artistico Damiani Almeyda di Palermo.
Il patrimonio privato composto da disegni, documenti, libri, strumenti da disegno, dipinti vari e altri oggetti, è conservato nell'Archivio a lui dedicato (http://www.archiviodamiani.it), custodito dai discendenti, che ne hanno promosso e pubblicato online l'inventario archivistico scientifico. L'Archivio è stato dichiarato di Interesse Culturale dalla Soprintendenza Archivistica e pertanto da essa vigilato.
I suoi figli furono:
- Maria Carolina, sposata con il suo allievo architetto Francesco Tamajo;
- Giulietta, sposata con Pietro Lojacono;
- Angelina, nota poetessa e scrittrice, sposata con Domenico Lanza, avvocato e botanico;
- Francesco, ingegnere, sposato con Angelina Patricolo.

## Progetti principali

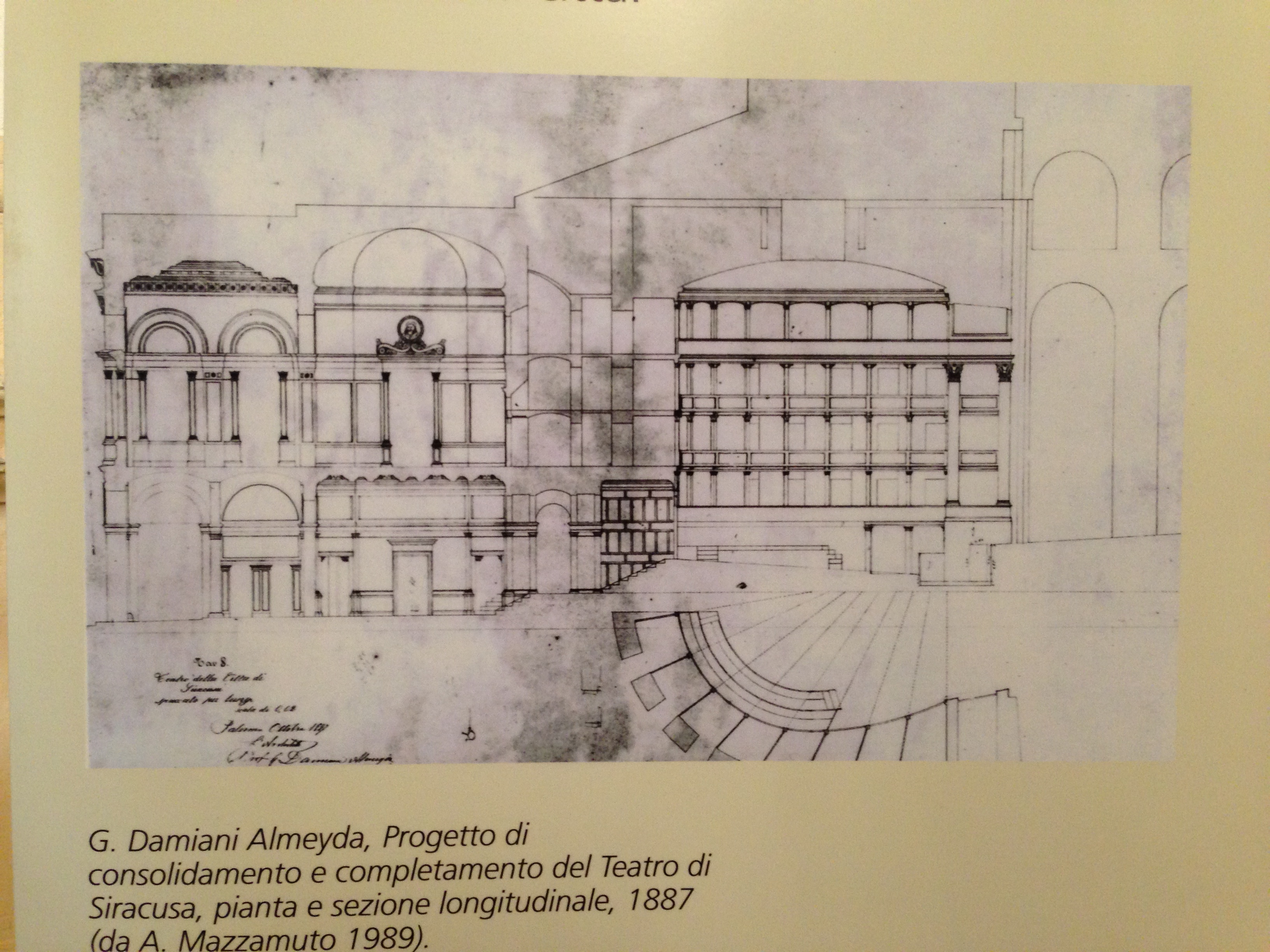
Progetto del 1887 di Almeyda che rappresenta la composizione del teatro comunale di Siracusa.

- Accademia di belle arti di Palermo, completamento e definizione di Palazzo Fernandez;
- Teatro Comunale di Siracusa;
- Palazzo delle scuole in piazza Marmi a Palermo;
- Archivio Storico Comunale di Palermo;
- Fonderia Oretea, "Fabbricato costituente il nuovo ingresso dalla via del Borgo" (demolito) a Palermo;
- Villa Florio a Favignana, residenza estiva della famiglia Florio oggi di proprietà del Comune ospita il Museo del Mare[4]
- Riconfigurazione del palazzo Pretorio (sede del Senato, oggi sede del Comune) di Palermo;
- Politeama Garibaldi di Palermo;

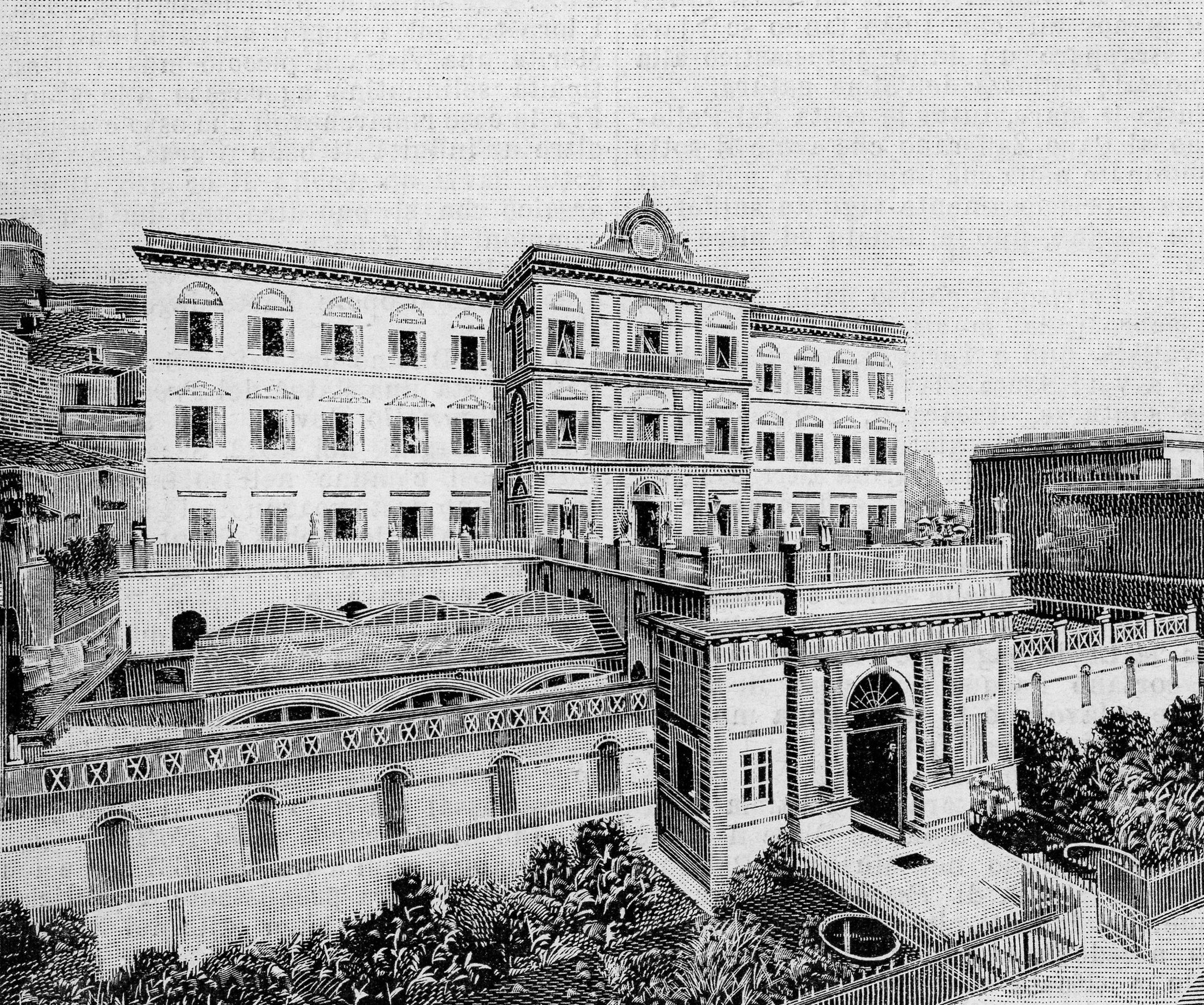
Termini Imerese – Il nuovo stabilimento termale (xilografia)

- Grand Hotel delle Terme a Termini Imerese (PA)
- La piazza e il monumento civile al Patriota Ruggero Settimo in Palermo;
- La piazza e il monumento civile al Senatore Ignazio Florio in Palermo;
- Il progetto per un monumento al poeta Giovanni Meli
- Progetto esecutivo della strada rotabile dalla attuale piazza Generale Cascino al piazzale del Santuario di Santa Rosalia sul Monte Pellegrino a Palermo;
- Progetto e realizzazione della via Emerigo Amari, adiacente al Politeama, in Palermo, in funzione di decoroso ingresso dal porto verso il centro della città;
- Progetto di ricostruzione della cupola della Chiesa Madre di Marsala;
- Palazzo del barone Valenti, adiacente alla Stazione Centrale di Palermo;
- Stele commemorativa ai Tredici Martiri della Libertà della rivoluzione siciliana del 1860, nella piazza detta delle "Tredici Vittime" in Palermo;
- Monumento ai caduti per la libertà 1848-1860 nel piazzale centrale del cimitero di Sant'Orsola
- Progetto della "Galleria Oretea" grande galleria urbana da sorgere alle spalle dell'angolo nord-est di piazza Villena, più nota come Quattro Canti di Città a Palermo
- Ufficio dei Vapori Postali per la Navigazione Florio in Piazza Marina a Palermo
- Mercato di Porta San Giorgio (distrutto da un incendio)
- Mercato detto "degli Aragonesi" (di cui esiste tuttora la parte basale dei magazzini)
- Numerose cappelle e monumenti funerari nei tre cimiteri comunali di Palermo
- Progetto e realizzazione di edificio per civile abitazione nella via Francesco Guardione a Palermo
- Progetto e realizzazione di edificio per civile abitazione nella via P.pe Belmonte a Palermo (demolita)
- Perito di parte per conto della Navigazione Florio nella vertenza relativa al primo bacino di carenaggio in muratura nel porto di Palermo
- Progetto e realizzazione delle quattro edicole in stile pompeiano, quali risonatori acustici, nel piazzale centrale della Villa Giulia di Palermo.
- Progetto della piazzetta Santo Spirito, con statua del Cavallo Marino in Palermo.
- Risistemazione della fontana del Genio di Palermo in piazza Rivoluzione

## Opere
- Il colore, le ombre, la luce, Palermo, 1873
- Applicazioni della Geometria Elementare allo Studio del Disegno, due vol. (testo e tavole), Palermo, 1878
- L'insegnamento dell'ingegneria, dell'architettura e del disegno in Italia, Palermo, 1879
- La Scuola di belle arti a Palermo, Palermo, 1882
- Il riordinamento degli studi architettonici in Italia, Torino, 1890
- Istituzioni ornamentali sull'antico e sul vero, (60 tavole di disegni + presentazione e indice) Torino-Palermo, 1890
- L'arte nova, ricerca dell'arte dell'avvenire e dell'arte nazionale italiana, Torino, 1893
- Storia dell'arte moderna italiana, redatto nel 1882, pubblicato a cura di Mario Damiani da ed. Anteprima, 2005
- I Casi della Mia Vita, manoscritto redatto nel 1905, pubblicato a cura di Mario Damiani da Provincia Regionale di Palermo nel 2001

## Galleria d'immagini

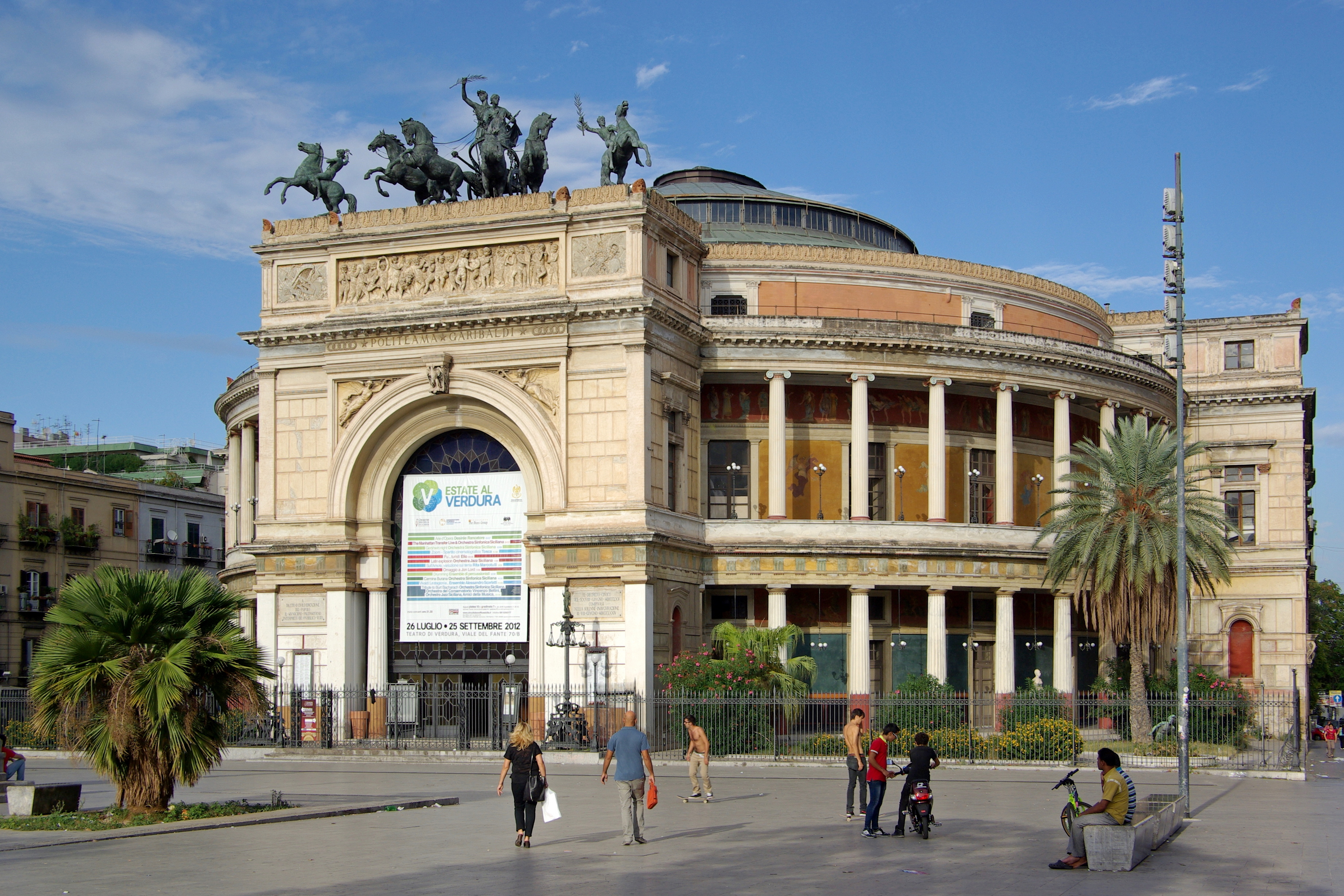
Il Teatro Politeama di Palermo.
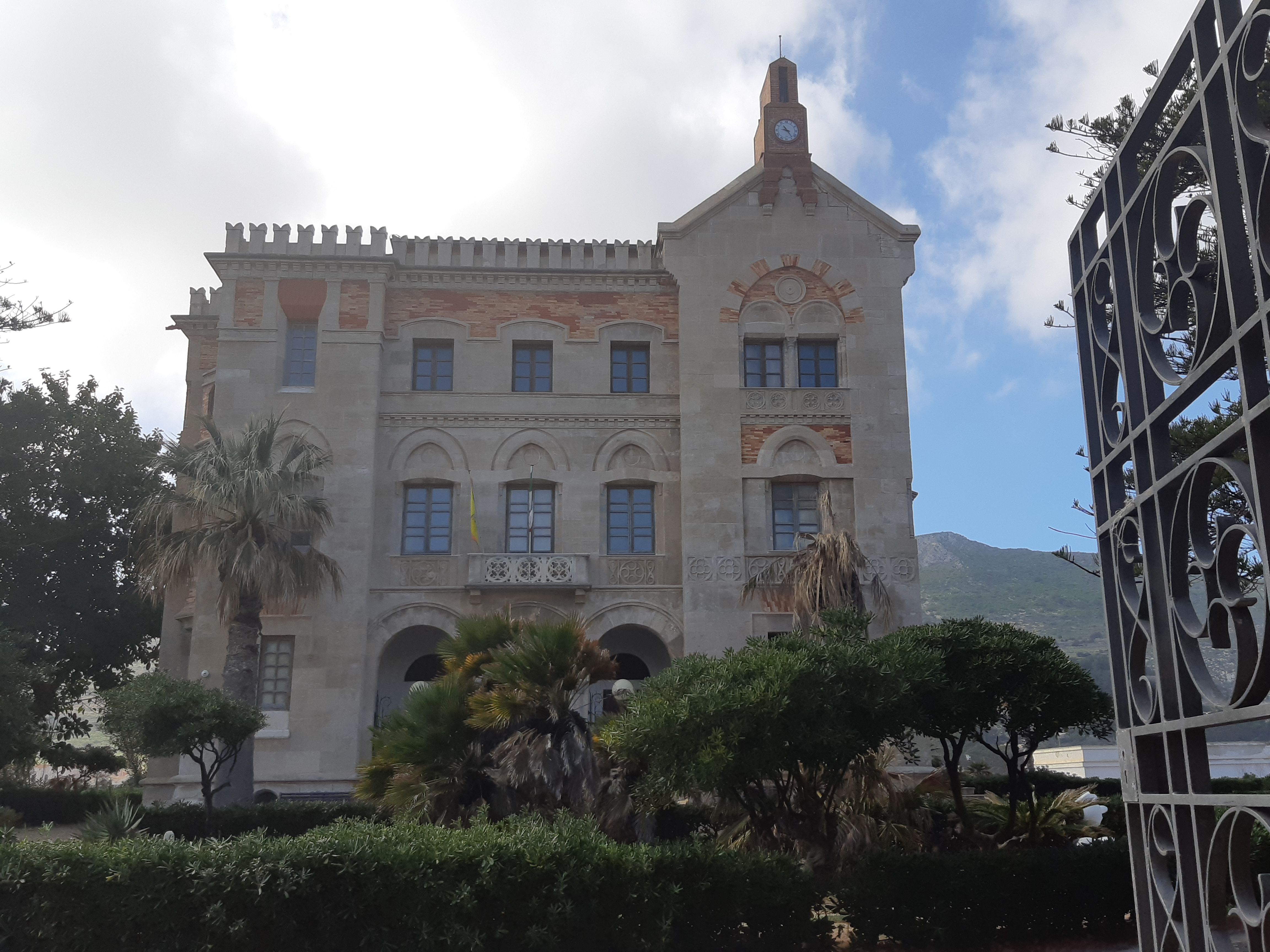
Villa Florio a Favignana.
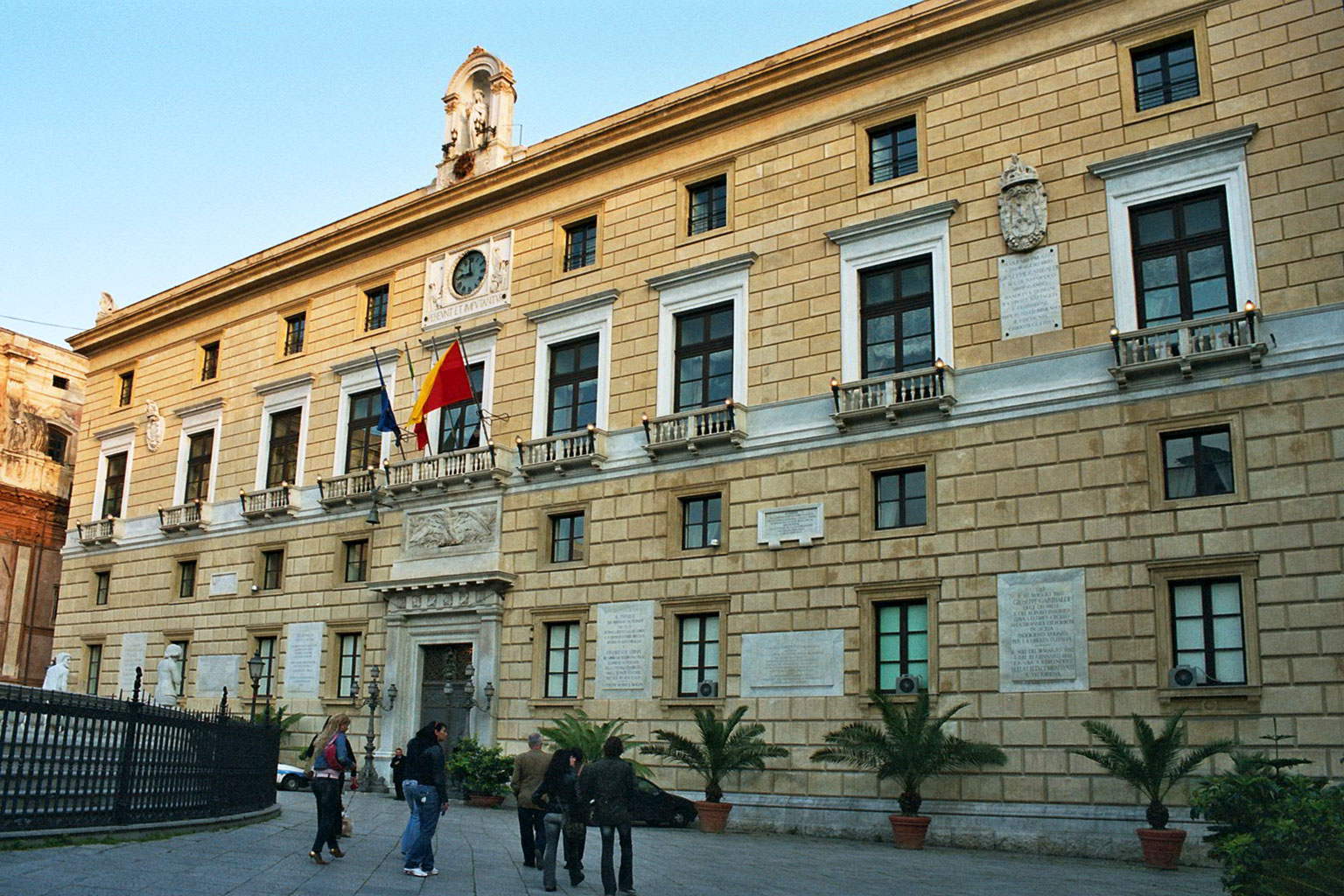
Palazzo Pretorio, Palermo.
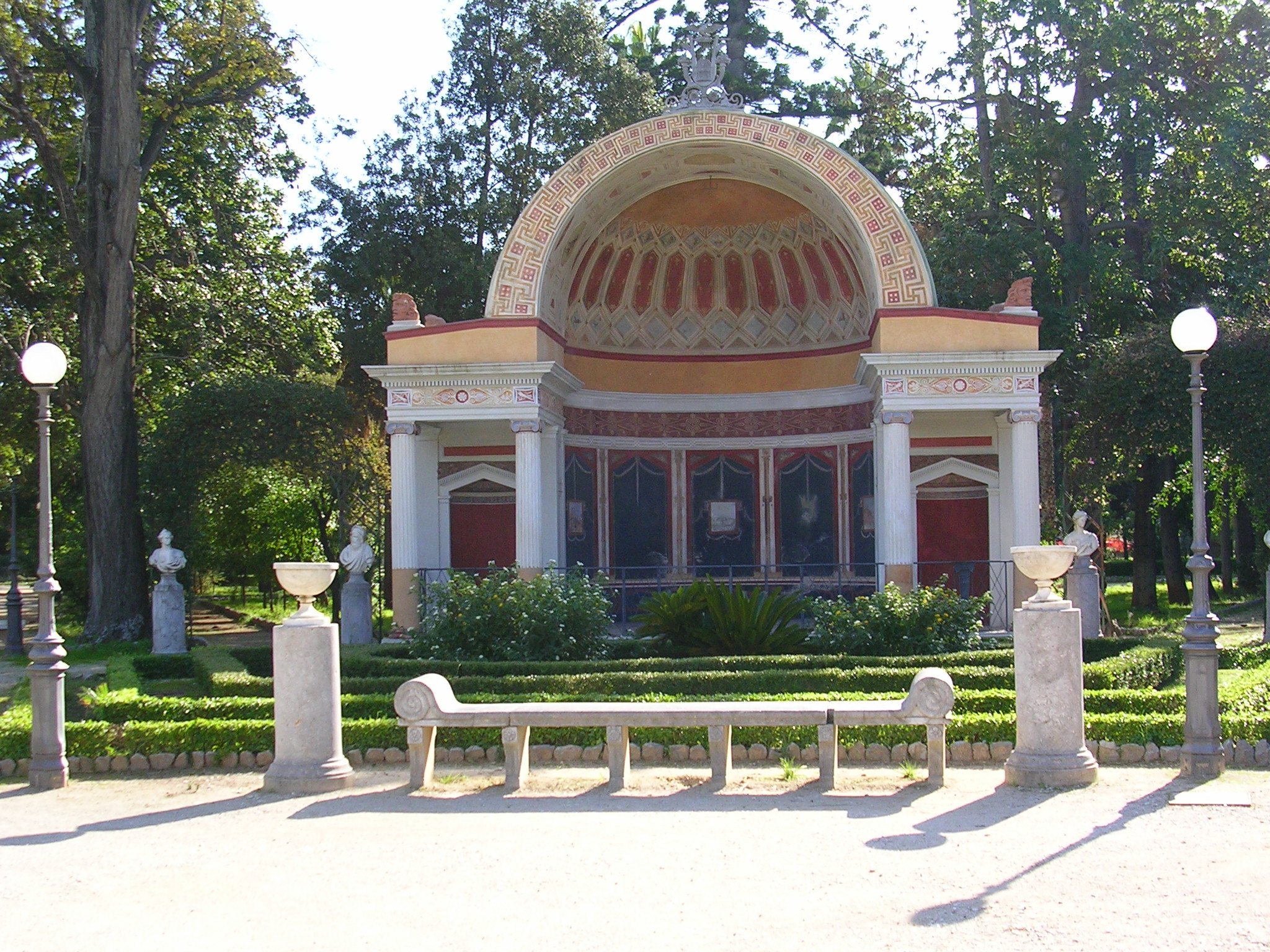
Esedra di Villa Giulia, Palermo.
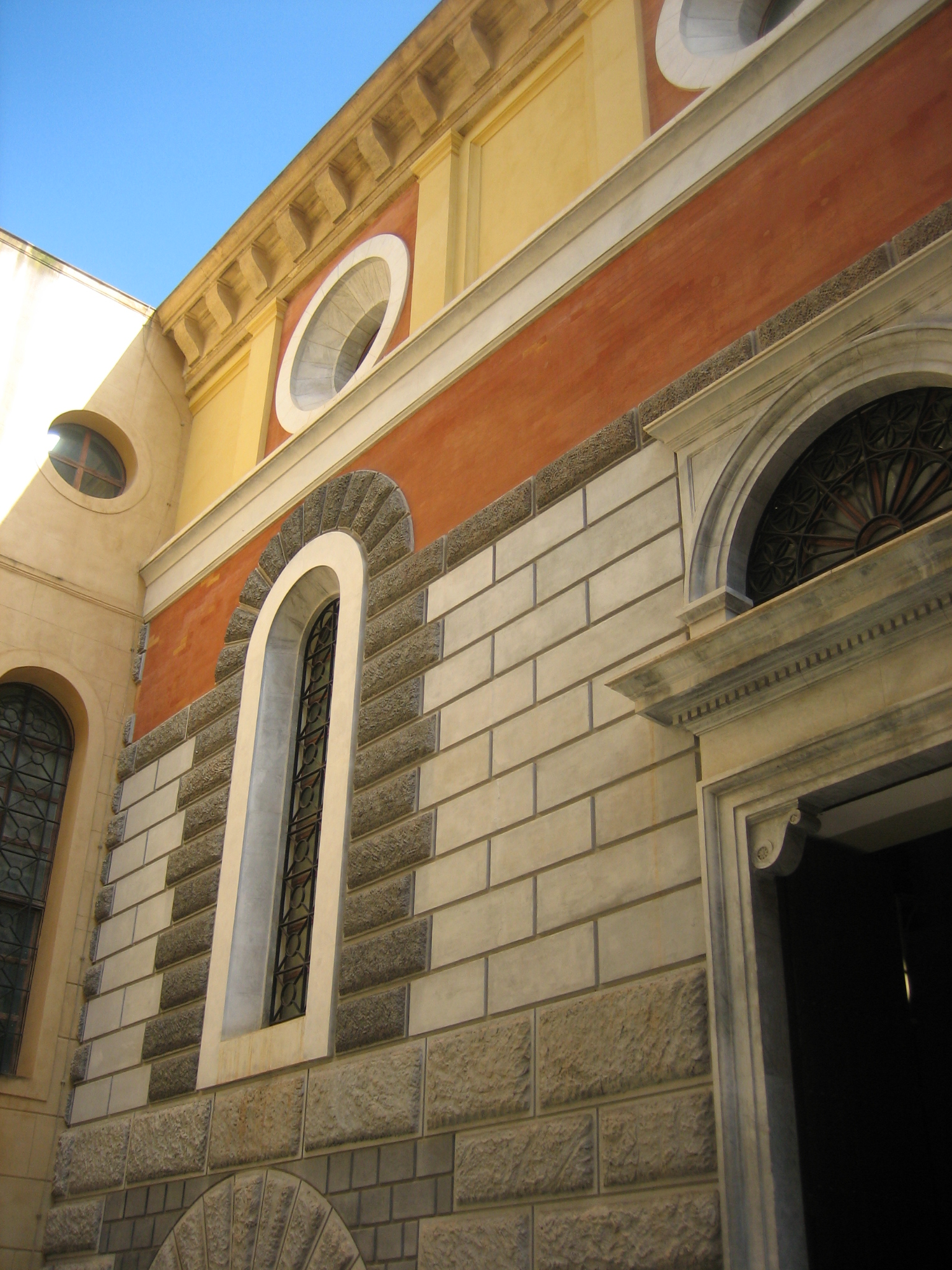
Archivio comunale di Palermo.